# کلمان
کلمان (به لاتین: Kələman) یک منطقه مسکونی در جمهوری آذربایجان است که در شهرستان گدابیگ واقع شده است.